# Édouard Debat-Ponsan
Édouard Debat-Ponsan (Tolosa, 25 aprile 1847 – Parigi, 29 gennaio 1913) è stato un pittore francese.

## Biografia
Il padre, Jacques Debat, detto Ponsan, era professore di musica del Conservatorio di Tolosa, così come il nonno Joseph, mentre la madre Élisabeth Martel, era registrata come disoccupata.
Padre dell'architetto e Prix de Rome nel 1912, Jacques Debat-Ponsan, egli è anche il nonno di Michel Debré, primo ministro del generale de Gaulle, avendo sua figlia Jeanne Debat-Ponsan sposato Robert Debré, il fondatore della moderna pediatria francese.

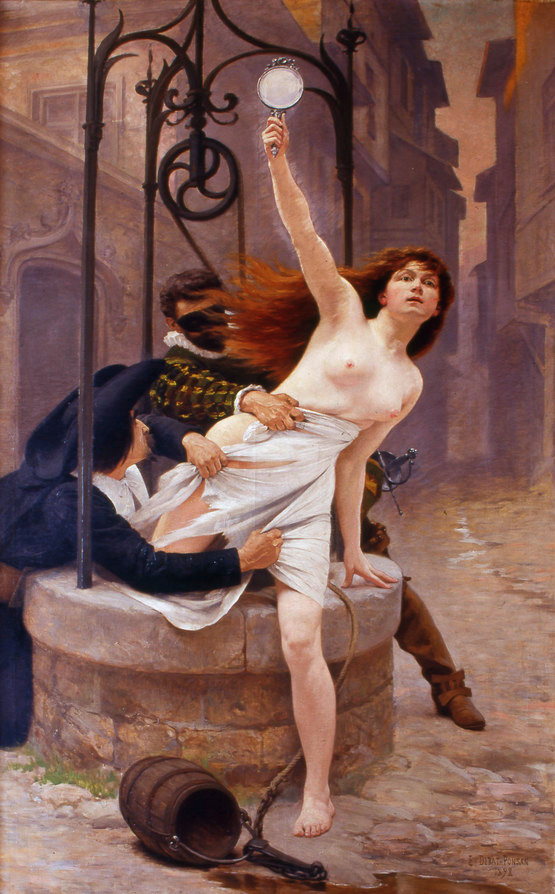
La Verità esce dal pozzo, 1898

Allievo di Cabanel, celebre per i suoi ritratti dell'alta borghesia e dei politici parigini, i dipinti storici e le scene della vita parigina. Repubblicano e combattente nella guerra franco-prussiana nel 1870, Debat-Ponsan s'impegnò nella lotta per la riabilitazione del capitano Dreyfus, esponendo al Salon del 1898 La Verità esce dal pozzo, un dipinto che ebbe la funzione di un manifesto e che fu offerto alla sottoscrizione aperta da Émile Zola.
La sua produzione, dopo la formazione accademica, si rivolse alla pittura di genere e quella di storia, che esalta l'ordine morale e afferma la virtù sociale ed educatrice dell'arte. Debat-Ponsan vi esprime spesso il tragico e il patetico, indirizzando a poco a poco le sue composizioni verso il realismo. Ottenne il secondo premio al Prix de Rome con La cattività degli Ebrei a Babilonia, oggi disperso. Lo Stato gli acquistò nel 1875, per 2.000 franchi, il quadro Daniele nella fossa dei leoni, oggi nella cattedrale di Mirande, e l'anno dopo La figlia di Jefte, ora al Musée des Beaux Arts di Carcassonne.
Nel 1877 visitò l'Italia grazie alla somma di 4.000 franchi messagli a disposizione dall'Académie. La sua pittura s'indirizzò, a partire dagli anni ottanta, verso il ritratto mondano; nel 1882-1883 viaggiò in Turchia con i due cognati Jules-Arsène Garnier et Henri-Eugène Delacroix – omonimo ma non parente del grande Eugène – e dopo l'Italia gli apparve l'Oriente pittoresco che gl'ispirò Il massaggio, scena di Hammam, nel Musée des Augustins di Tolosa, dove il corpo nudo abbandonato alle mani esperte della massaggiatrice ispira una forte tensione erotica.

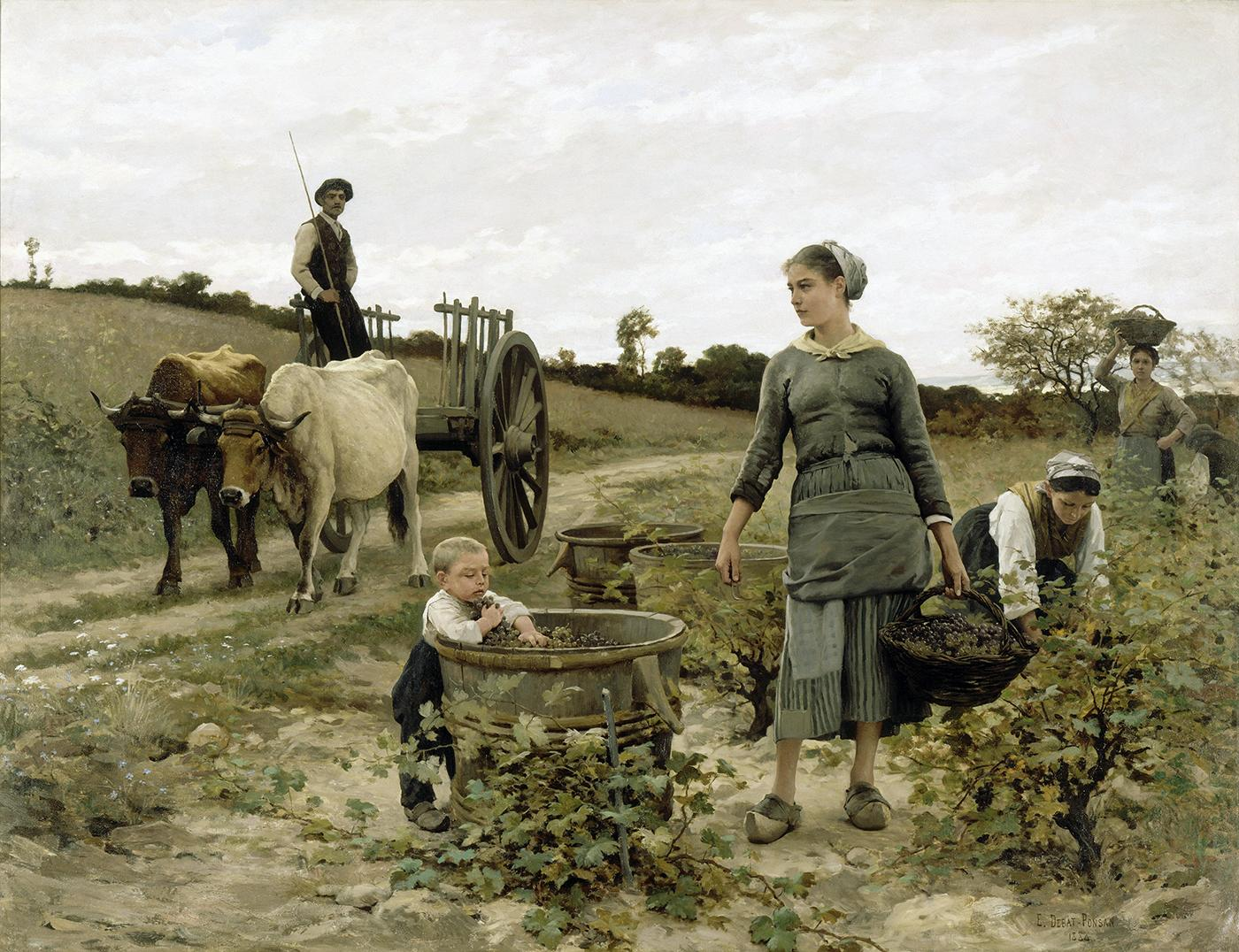
Angolo di vigna, 1886

Seguirono commissioni di ritratti di ministri, generali – come quello di Georges Boulanger - ambasciatori, personalità del «bel mondo» e scene di genere: rientrano in questa categoria il Ritratto di Mme Sandrini nel balletto della Maladeta, Una serata musicale dagli Antonini, Le zie a Préousse Nella mia serra, Ritratto di Jeanne, Robert e Jeanne Debré a Nazelles.
Nelle scene di vita rurale, molto in voga già negli anni 1830-1840, esitante tra un idealismo paganeggiante, il realismo militante di Gustave Courbet e quello ufficiale di Rosa Bonheur e Jules Breton, Débat-Ponsan cerca di cogliere l'interiorità dei personaggi, in accordo con il forte legame che l'univa alle native campagne del Sud-Ovest - dove egli trascorreva tutte le estati - al modo dei soggetti di Jules Bastien-Lepage o di Léon Augustin Lhermitte, anch'essi di origini provinciali.
Debat-Ponsan è anche autore di alcune opere custodite nel Municipio di Tolosa: il Molière e Pierre Goudouli, L'Ariège e la Garonne, Il cardinale Loménie de Brienne ammira i bassorilievi dei Ponts-Jumeaux e La corona di Tolosa.

## Opere
- Le récit de Philetas.
- Au sortir de la carrière.
- Il massaggio all'hammam.
- Coin de vigne.
- La vérité sortant du puits.

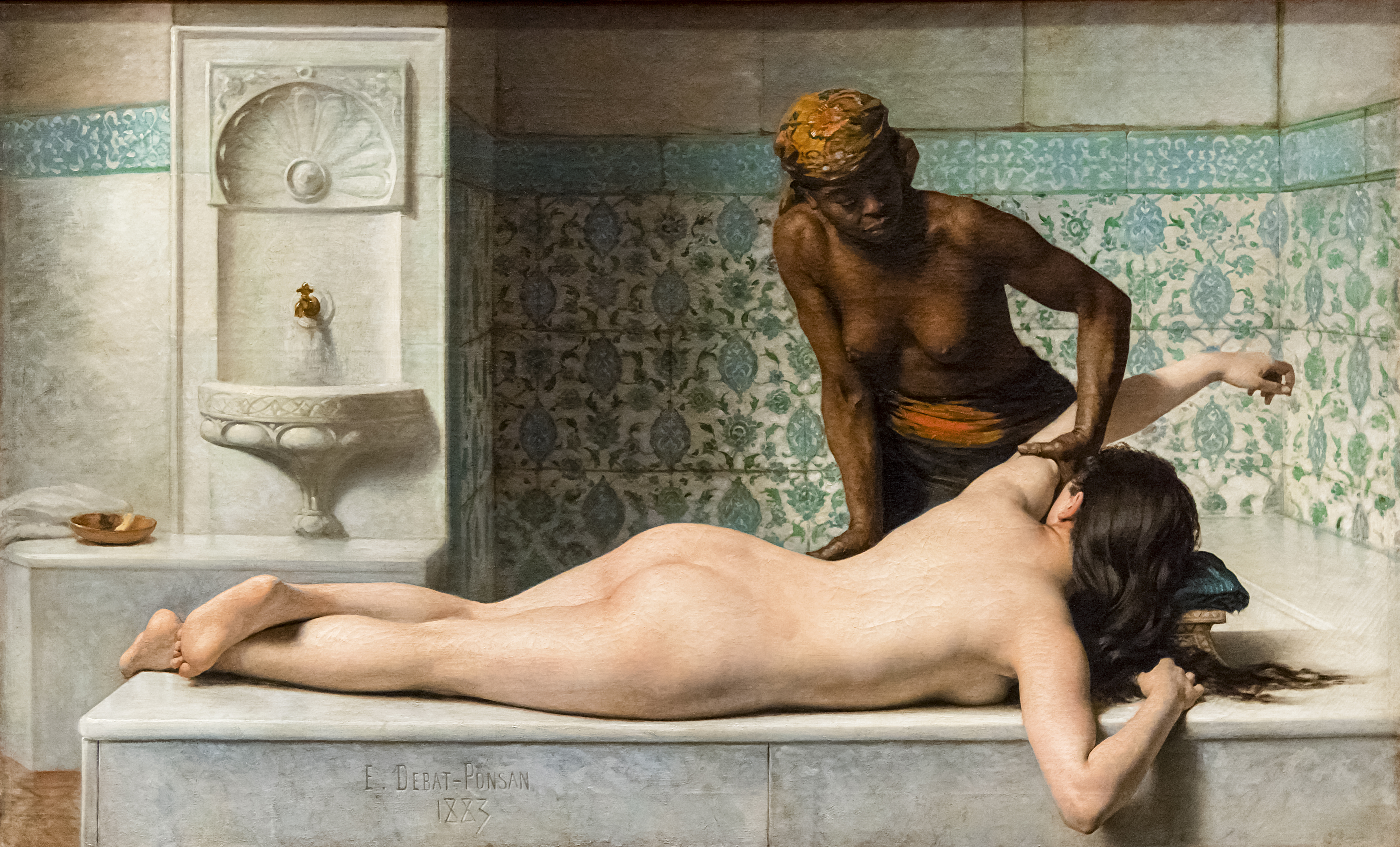
Il massaggio, 1883

  - 1881: Panorama de la Bataille de Montretout (en collaboration avec Jules-Arsène Garnier et Henry- Eugène Delacroix)
  - 1883: Panorama de Constantinople (en collaboration avec Jules-Arsène Garnier et Henry- Eugène Delacroix)